# Синя боровинка
Синята боровинка (Vaccinium uliginosum) е вид плоден храст от семейството на пиреновите растения.
Среща се във всички високи планини в България, с изключение на източна Стара планина и източна Средна гора.

## Описание
- Синята боровинка е ниско храстче с височина до 40 cm.
- Расте от 1700 до 2500 m надморска височина.
- Листата са силно обратно-яйцевидни, синьо-зелени, меки, листопадни, с гладък ръб.
- Цветовете са стеснени (прищъпнати) в края.
- Плодът е с лесно изтриващ се гълъбово-син налеп, но под него е с тъмносин цвят. Завръзът е с форма на вдлъбнат кръст. Сокът е безцветен.
- Синята има най-фин вкус измежду всички боровинки в България.